# Yago Muñoz
Yago Muñoz, né le 28 décembre 1990 à Mexico, est un acteur et chanteur mexicain.

## Filmographie
- 2012: Miss XV : Nicolás
- 2010: Zacatillo, un lugar en tu corazón : Elisandro
- 2009: Verano de amor : Enzo Roca
- 2007: Lola... érase una vez! : Rocco
- Quinceañera : série télévisée

## Discographie

### avec le groupeEme 15
- Eme 15 - (juin 2012) - Warner Music México

## Récompenses et distinctions
- Meilleur acteur aux Kids' Choice Awards México de 2012